# 莊有恭
莊有恭（1713年—1767年），字容可，号淳夫、滋圃，廣東番禺（今属广州市黄埔区）文冲人，祖籍福建海澄（一說籍貫福建晉江），清朝狀元、政治人物。乾隆四年（1739年）已未科狀元，授翰林院修撰。歷官侍讀學士、中丞、光祿寺卿、兵部右侍郎、刑部尚書、協辦大學士、兩江總督、太子少保，江蘇、浙江、湖北和福建巡撫。乾隆三十二年（1767年）7月病卒於福建任上，享年55歲。

## 生平
莊有恭自小聰穎13歲通《五經》，乾隆二年（1737年）上京应试，四年（1739年）中狀元，授翰林院修撰。九年（1744年）迁光禄寺卿，十一年（1746年）特擢内阁学士，升为兵部右侍郎，十三年（1748年）提督江苏学政，十五年（1750年）授户部侍郎，十六年（1751年）仍提督江苏学政，并授江苏巡抚，十七年（1752年）署两江总督，二十一年（1756年）特擢为江南河道总督，二十九年（1764年）已被擢为刑部尚书，次年为协办大学士，任留巡抚任。三十一年（1766年），晚年不保，牵入官员斗争案件，定罪应斩，但谕改监候，后复职，改福建巡抚。三十二年（1767年）在福建任上郁郁而终。
莊氏一生清正，晚年在福建巡撫任上，預先告誡晉江族人不要來找他。當有族人找他的時候，他就派手下的人加以阻攔謝絕：“我為封疆大臣，嫌疑當避，且候去此之日，再相見，今則不敢也。”莊氏的做法，最終贏得了族人的理解，“及公之薨，晉江宗人始來會哭，咸稱公之公正為不可及”。
庄有恭状元墓位于广东省广州市黄埔区大沙街道飞鹅岭，为广州市文物保护单位。

## 著作
著有《三江水利记略》。

## 延伸阅读
[在维基数据编辑]
 《清史稿·卷323》，出自趙爾巽《清史稿》

## 外部連結
- 莊有恭 （页面存档备份，存于） 中研院史語所

| 官衔          | 官衔                  | 官衔          |
| ------------- | --------------------- | ------------- |
| 前任： 李因培 | 福建巡撫 乾隆年間上任 | 繼任： 崔應階 |